# Spielvereinigung Fürth 1982-1983
Questa voce raccoglie le informazioni riguardanti la Spielvereinigung Fürth nelle competizioni ufficiali della stagione 1982-1983.

## Stagione
Nella stagione 1982-1983 il Fürth, allenato da Franz Brungs, concluse il campionato di 2. Bundesliga al 18º posto. In Coppa di Germania il Fürth fu eliminato al primo turno dal Bayreuth.

## Rosa
| N. |                     | Ruolo | Calciatore           |
| -- | ------------------- | ----- | -------------------- |
|    | Germania (bandiera) | P     | Roland Grüner        |
|    | Germania (bandiera) | P     | Roland Kastner       |
|    | Germania (bandiera) | D     | Bernhard Bergmann    |
|    | Germania (bandiera) | D     | Gerd Fink            |
|    | Germania (bandiera) | D     | Ralf Geidies         |
|    | Germania (bandiera) | D     | Ferdinand Glaser     |
|    | Germania (bandiera) | D     | Hermann Grabmeier    |
|    | Germania (bandiera) | D     | Norbert Hütter       |
|    | Germania (bandiera) | D     | Hans-Dieter Seelmann |

| N. |                     | Ruolo | Calciatore          |
| -- | ------------------- | ----- | ------------------- |
|    | Germania (bandiera) | C     | Martin Hermann      |
|    | Germania (bandiera) | C     | Siegfried Schneider |
|    | Germania (bandiera) | C     | Klaus Suchanek      |
|    | Germania (bandiera) | A     | Ambros Gagel        |
|    | Germania (bandiera) | A     | Lothar Leiendecker  |
|    | Germania (bandiera) | A     | Wolfgang Metzler    |
|    | Germania (bandiera) | A     | Fred Schaub         |
|    | Germania (bandiera) | A     | Franz Weber         |

## Organigramma societario
Area tecnica
- Allenatore: Franz Brungs
- Allenatore in seconda:
- Preparatore dei portieri:
- Preparatori atletici:

## Calciomercato

### Sessione estiva
| Acquisti | Acquisti         | Acquisti      | Acquisti |
| R.       | Nome             | da            | Modalità |
| -------- | ---------------- | ------------- | -------- |
| D        | Ferdinand Glaser | Norimberga    |          |
| P        | Roland Grüner    | Bayreuth      |          |
| C        | Martin Hermann   | Norimberga II |          |

| Cessioni | Cessioni             | Cessioni          | Cessioni |
| R.       | Nome                 | a                 | Modalità |
| -------- | -------------------- | ----------------- | -------- |
| C        | Jürgen Baier         | Fortuna Colonia   |          |
| C        | Radomir Dubovina     | Kickers Offenbach |          |
| C        | Florian Hinterberger | Fortuna Colonia   |          |
| C        | Werner Orf           | Magonza           |          |
| D        | Franciszek Smuda     | DVV Coburg        |          |

### Sessione invernale
| Acquisti | Acquisti | Acquisti | Acquisti |
| R.       | Nome     | da       | Modalità |
| -------- | -------- | -------- | -------- |

| Cessioni | Cessioni | Cessioni | Cessioni |
| R.       | Nome     | a        | Modalità |
| -------- | -------- | -------- | -------- |

## Risultati

### 2. Bundesliga

#### Girone di andata
| Arbitro: | Barnick |

|                                                 |           |                       |
| Steinhauer 9’ Langer 64’ Balewski 66’ Brühl 86’ | Marcatori | 82’ Gagel 88’ Metzler |

| Arbitro: | Walz |

|            |           |              |
| Schaub 15’ | Marcatori | 68’ Steubing |

| Arbitro: | Zimmermann |

|                                               |           |            |
| Dörmann 4’ Thomas 54’ (rig.) Elser 79’ (rig.) | Marcatori | 52’ Schaub |

| Arbitro: | Dellwing |

|                        |           |            |
| Metzler 40’ Schaub 66’ | Marcatori | 82’ Merkle |

| Arbitro: | Bruch |

|                                     |           |                        |
| Grabosch 75’ Vittinghoff 80’ (rig.) | Marcatori | 42’ Metzler 66’ Schaub |

| Arbitro: | Redelfs |

|                                 |           |                          |
| Wielandt 32’ (aut.) Metzler 45’ | Marcatori | 2’ (rig.) Eymold 6’ Münn |

| Arbitro: | Retzmann |

|                                                      |           |                    |
| Schatzschneider 16’ Dämpfling 40’ (rig.) Dierßen 64’ | Marcatori | 59’ (rig.) Metzler |

| Arbitro: | Schütte |

|                                         |           |                       |
| Weber 16’ Metzler 45’ (rig.) Schaub 56’ | Marcatori | 33’ Mattern 61’ Trapp |

| Arbitro: | Eli |

|                                                   |           |                                   |
| Steubing 2’, 9’, 26’ (rig.) Winkel 39’ Kunkel 84’ | Marcatori | 27’ Glaser 44’ Hütter 86’ Metzler |

| Arbitro: | Brückner |

|                         |           |            |
| Hermann 32’ Metzler 49’ | Marcatori | 26’ Piller |

| Fürth 9 ottobre 1982 11ª giornata | Fürth   | 0 – 0 referto | Rot-Weiss Essen | Sportpark Ronhof (3 000 spett.)\| Arbitro: \| Hellwig \| |
| Arbitro:                          | Hellwig |               |                 |                                                          |

| Arbitro: | Diekert |

|                   |           |  |
| Dubski 80’ (rig.) | Marcatori |  |

| Arbitro: | Kautschor |

|                               |           |               |
| Metzler 45’ (rig.) Schaub 47’ | Marcatori | 9’ Olaidotter |

| Arbitro: | Wahmann |

|                                                |           |  |
| Bührer 45’, 71’ Grabmeier 54’ (aut.) Böhni 64’ | Marcatori |  |

| Arbitro: | Kasperowski |

|                                              |           |              |
| Schaub 18’, 32’, 47’, 89’ Metzler 58’ (rig.) | Marcatori | 12’ Göddertz |

| Arbitro: | Heitmann |

|               |           |           |
| Dölitzsch 80’ | Marcatori | 88’ Weber |

| Arbitro: | Kespohl |

|                        |           |                    |
| Bergmann 29’ Gagel 37’ | Marcatori | 29’ Höfer 76’ Bein |

| Arbitro: | Niebergall |

|                        |           |  |
| Kroner 61’ Traband 73’ | Marcatori |  |

| Arbitro: | Walz |

|                                  |           |               |
| Glaser 2’, 9’ Metzler 84’ (rig.) | Marcatori | 54’ Grahammer |

#### Girone di ritorno
| Arbitro: | Föckler |

|                                           |           |                    |
| Metzler 17’ Fink 38’ Schaub 41’ Gagel 43’ | Marcatori | 9’ Brühl 77’ Fuchs |

| Arbitro: | Huster |

|                                  |           |  |
| Puszamszies 76’ Hofmann 77’, 88’ | Marcatori |  |

| Arbitro: | Dilg |

|                              |           |                        |
| Weber 46’ Metzler 81’ (rig.) | Marcatori | 41’ Dickert 63’ Thomas |

| Arbitro: | Wippker |

|                                      |           |  |
| Dreher 39’ Sturm 47’, 69’ Täuber 80’ | Marcatori |  |

| Arbitro: | Neuner |

|                        |           |  |
| Metzler 55’ Schaub 71’ | Marcatori |  |

| Arbitro: | Mierswa |

|                                              |           |             |
| Eymold 7’ (rig.) Hampl 59’ Glaser 67’ (aut.) | Marcatori | 13’ Metzler |

| Arbitro: | Puchalski |

|                                   |           |                       |
| Schaub 73’ (rig.) Leiendecker 78’ | Marcatori | 76’ Gorski 85’ Scholz |

| Arbitro: | Eli |

|                                         |           |  |
| Nehoda 15’ Trapp 58’ (rig.) Salisch 78’ | Marcatori |  |

| Arbitro: | Niebergall |

|                               |           |                                             |
| Behrendt 40’ (aut.) Weber 82’ | Marcatori | 35’ (rig.) Willkomm 56’ Kunkel 78’ Steubing |

| Arbitro: | Ahlenfelder |

|                   |           |             |
| Ludwig 44’ (rig.) | Marcatori | 58’ Hermann |

| Arbitro: | Gabor |

|             |           |            |
| Richter 57’ | Marcatori | 66’ Schaub |

| Arbitro: | Boos |

|                   |           |  |
| Schaub 29’ (rig.) | Marcatori |  |

| Arbitro: | Wuttke |

|                         |           |            |
| Lehmann 20’, 52’ (rig.) | Marcatori | 49’ Glaser |

| Arbitro: | Tritschler |

|            |           |  |
| Schaub 13’ | Marcatori |  |

| Arbitro: | Kasperowski |

|                             |           |           |
| Lenz 76’ Schäfer 82’ (rig.) | Marcatori | 33’ Gagel |

| Arbitro: | Brückner |

|  |           |                                 |
|  | Marcatori | 78’ (aut.) Seelmann 90’ Aguilar |

| Arbitro: | Zimmermann |

|                                        |           |                       |
| Michelberger 4’ Kubosch 78’ Krause 80’ | Marcatori | 57’ Metzler 60’ Weber |

| Arbitro: | Walz |

|                       |           |                  |
| Metzler 5’ Glaser 89’ | Marcatori | 59’, 84’ Sarroca |

| Arbitro: | Clajus |

|                                       |           |  |
| Haller 7’ Kirschner 77’ Förschner 80’ | Marcatori |  |

### Coppa di Germania
| Arbitro: | Glaw |

|                                  |           |           |
| Scheler 3’ Braun 56’ Dittwar 58’ | Marcatori | 33’ Gagel |

## Statistiche

### Statistiche di squadra
| Competizione      | Punti | In casa | In casa | In casa | In casa | In casa | In casa | In trasferta | In trasferta | In trasferta | In trasferta | In trasferta | In trasferta | Totale | Totale | Totale | Totale | Totale | Totale | DR  |
| Competizione      | Punti | G       | V       | N       | P       | Gf      | Gs      | G            | V            | N            | P            | Gf           | Gs           | G      | V      | N      | P      | Gf     | Gs     | DR  |
| ----------------- | ----- | ------- | ------- | ------- | ------- | ------- | ------- | ------------ | ------------ | ------------ | ------------ | ------------ | ------------ | ------ | ------ | ------ | ------ | ------ | ------ | --- |
| 2. Bundesliga     | 31    | 19      | 10      | 7       | 2       | 38      | 25      | 19           | 0            | 4            | 15           | 17           | 50           | 38     | 10     | 11     | 17     | 55     | 75     | -20 |
| Coppa di Germania | -     | 0       | 0       | 0       | 0       | 0       | 0       | 1            | 0            | 0            | 1            | 1            | 3            | 1      | 0      | 0      | 1      | 1      | 3      | -2  |
| Totale            | 31    | 19      | 10      | 7       | 2       | 38      | 25      | 20           | 0            | 4            | 16           | 18           | 53           | 39     | 10     | 11     | 18     | 56     | 78     | -22 |

### Andamento in campionato
| Giornata  | 1  | 2  | 3  | 4  | 5  | 6  | 7  | 8  | 9  | 10 | 11 | 12 | 13 | 14 | 15 | 16 | 17 | 18 | 19 | 20 | 21 | 22 | 23 | 24 | 25 | 26 | 27 | 28 | 29 | 30 | 31 | 32 | 33 | 34 | 35 | 36 | 37 | 38 |
| --------- | -- | -- | -- | -- | -- | -- | -- | -- | -- | -- | -- | -- | -- | -- | -- | -- | -- | -- | -- | -- | -- | -- | -- | -- | -- | -- | -- | -- | -- | -- | -- | -- | -- | -- | -- | -- | -- | -- |
| Luogo     | T  | C  | T  | C  | T  | C  | T  | C  | T  | C  | C  | T  | C  | T  | C  | T  | C  | T  | C  | C  | T  | C  | T  | C  | T  | C  | T  | C  | T  | T  | C  | T  | C  | T  | C  | T  | C  | T  |
| Risultato | P  | N  | P  | V  | N  | N  | P  | V  | P  | V  | N  | P  | V  | P  | V  | N  | N  | P  | V  | V  | P  | N  | P  | V  | P  | N  | P  | P  | N  | N  | V  | P  | V  | P  | P  | P  | N  | P  |
| Posizione | 15 | 16 | 16 | 14 | 14 | 13 | 15 | 15 | 16 | 13 | 14 | 15 | 12 | 15 | 12 | 13 | 12 | 13 | 13 | 12 | 12 | 12 | 12 | 12 | 12 | 13 | 14 | 15 | 14 | 15 | 13 | 15 | 13 | 13 | 15 | 16 | 16 | 18 |

Legenda:

Luogo: C = Casa; T = Trasferta. Risultato: V = Vittoria; N = Pareggio; P = Sconfitta.

### Statistiche dei giocatori
| Giocatore      | 2. Bundesliga | 2. Bundesliga | 2. Bundesliga | 2. Bundesliga | Coppa di Germania | Coppa di Germania | Coppa di Germania | Coppa di Germania | Totale   | Totale | Totale      | Totale     |
| Giocatore      | Presenze      | Reti          | Ammonizioni   | Espulsioni    | Presenze          | Reti              | Ammonizioni       | Espulsioni        | Presenze | Reti   | Ammonizioni | Espulsioni |
| -------------- | ------------- | ------------- | ------------- | ------------- | ----------------- | ----------------- | ----------------- | ----------------- | -------- | ------ | ----------- | ---------- |
| B. Bergmann    | 35            | 1             | 1             | 0             | 1                 | 0                 | 0                 | 0                 | 36       | 1      | 1           | 0          |
| G. Fink        | 37            | 1             | 5             | 0             | 1                 | 0                 | 0                 | 0                 | 38       | 1      | 5           | 0          |
| A. Gagel       | 36            | 4             | 1             | 0             | 1                 | 1                 | 0                 | 0                 | 37       | 5      | 1           | 0          |
| R. Geidies     | 10            | 0             | 0             | 0             | 1                 | 0                 | 0                 | 0                 | 11       | 0      | 0           | 0          |
| F. Glaser      | 36            | 5             | 9             | 0             | 1                 | 0                 | 0                 | 0                 | 37       | 5      | 9           | 0          |
| H. Grabmeier   | 29            | 0             | 10            | 0             | 1                 | 0                 | 0                 | 0                 | 30       | 0      | 10          | 0          |
| R. Grüner      | 22            | 0             | 1             | 0             | 0                 | 0                 | 0                 | 0                 | 22       | 0      | 1           | 0          |
| M. Hermann     | 31            | 2             | 4             | 0             | 1                 | 0                 | 0                 | 0                 | 32       | 2      | 4           | 0          |
| N. Hütter      | 21            | 1             | 8             | 0             | 0                 | 0                 | 0                 | 0                 | 21       | 1      | 8           | 0          |
| R. Kastner     | 16            | 0             | 0             | 0             | 1                 | 0                 | 0                 | 0                 | 17       | 0      | 0           | 0          |
| L. Leiendecker | 12            | 1             | 0             | 0             | 1                 | 0                 | 0                 | 0                 | 13       | 1      | 0           | 0          |
| W. Metzler     | 34            | 17            | 4             | 1             | 1                 | 0                 | 0                 | 0                 | 35       | 17     | 4           | 1          |
| F. Schaub      | 35            | 16            | 5             | 0             | 0                 | 0                 | 0                 | 0                 | 35       | 16     | 5           | 0          |
| S. Schneider   | 21            | 0             | 4             | 1             | 0                 | 0                 | 0                 | 0                 | 21       | 0      | 4           | 1          |
| H. Seelmann    | 35            | 0             | 11            | 0             | 1                 | 0                 | 0                 | 0                 | 36       | 0      | 11          | 0          |
| K. Suchanek    | 11            | 0             | 2             | 0             | 1                 | 0                 | 0                 | 0                 | 12       | 0      | 2           | 0          |
| F. Weber       | 37            | 5             | 0             | 0             | 1                 | 0                 | 0                 | 0                 | 38       | 5      | 0           | 0          |